# Кубок світу з хокею із шайбою

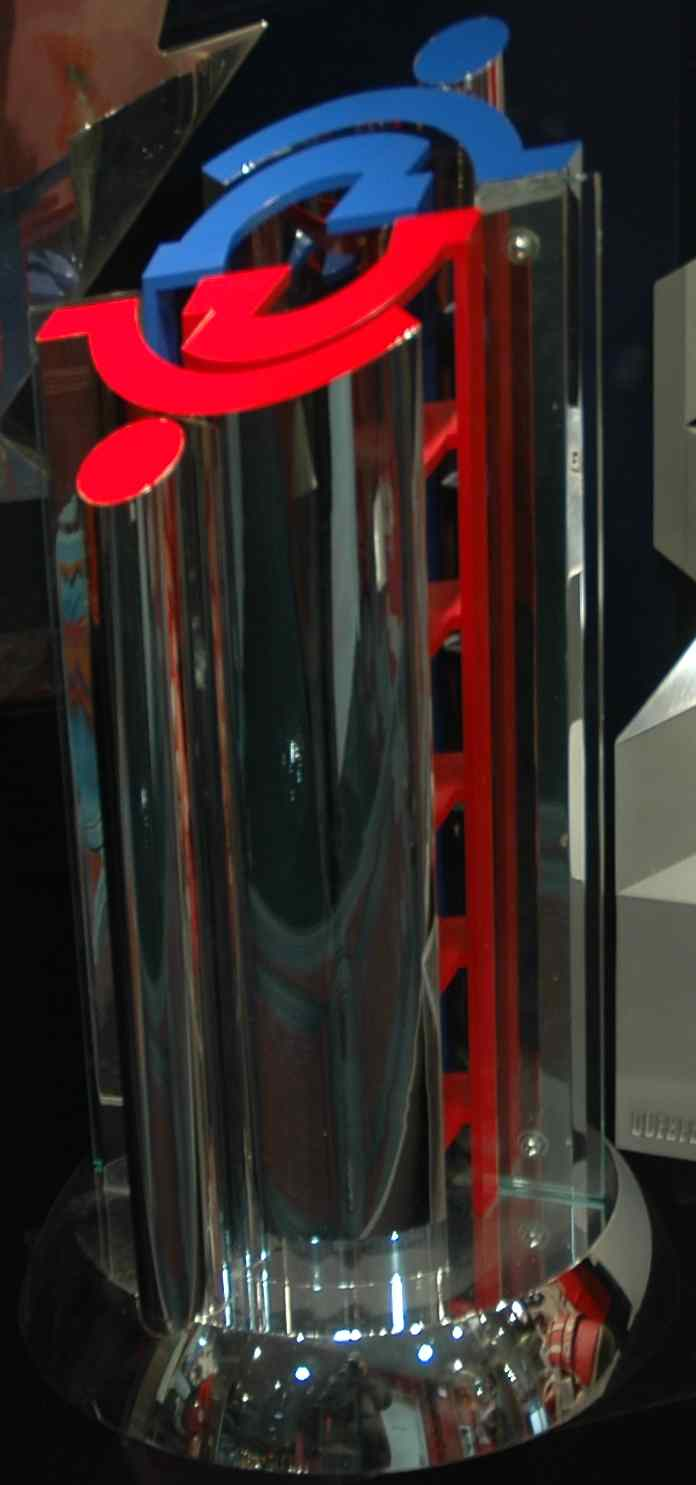
Трофей 1996 року

Кубок світу з хокею із шайбою (англ. World Cup of Hockey) — хокейний турнір серед національних збірних, що проводиться перед початком старту хокейного сезону з 1996 року. Ці змагання замінили інший турнір Кубок Канади, що проводився з 1976 по 1991 рік.

## Історія
Вперше турнір був проведений у 1996. У розіграшах Кубка світу беруть участь найсильніші професійні гравці НХЛ. Як правило, серед учасників турніру — дві північноамериканські збірні, а також чотири європейські на запрошення організаторів.
Формат турніру змінювався за рішенням організатаров. Якщо в першому турнірі брали участь шість національних збірних, а в плей-оф виявили володаря кубка в три матчевому протистоянні до двох перемог, американці перемогли канадців у серії 2:1. У другому турнірі брали участь вісім збірних, до шістки провідних збірних додались німці та словаки. Збірні були поділені на дві групи: європейську та північноамериканську, а виявляли володаря кубка в плей-оф, правда цього разу фінал складався з одного фінального матчу в якому канадці перемогли фінів 3:2.
Турнір 2016 року проходив в одній країні — Канаді в двох групах. Окрім шести провідних збірних замість німців і словаків у турнірі брали участь ще дві збірні. Це збірна Європи, яка складалась з гравців Австрії, Данії, Німеччини, Норвегії, Словаччини, Словенії, Франції та Швейцарії і молодіжна збірна Північної Америки, що представляла молодих гравців віком до 23-х років з Канади та США. На груповому етапі збірні виявили чотири найкращих збірних, які в плей-оф у півфіналі і фіналі (серія до двох перемог) визначили переможця турніру.

## Трофей
У 2004 році канадсько-американський архітектор Френк Гері розробив новий трофей для турніру. Він виготовлений з композитного сплаву міді та нікелю, а також твердого литого уретанового пластику. Трофей був підданий критиці спортивною спільнотою, зокрема критична стаття в Toronto Sun під заголовоком "What is that?".

## Результати
| Рік  | Господар фіналу | 1-е місце | 2-е місце | Півфіналісти    |
| ---- | --------------- | --------- | --------- | --------------- |
| 1996 | Монреаль        | США       | Канада    | Росія та Швеція |
| 2004 | Торонто         | Канада    | Фінляндія | Чехія та США    |
| 2016 | Торонто         | Канада    | Європа    | Росія та Швеція |